# Liste von Bibliotheken in Sachsen
Dieser Artikel bietet eine unvollständige Auflistung von Bibliotheken in Sachsen. 
Die BIS : Das Magazin der Bibliotheken in Sachsen ist eine Zeitschrift zu Themen sächsischer Bibliotheken. Als Landesbibliographie gilt die Sächsische Bibliographie.

## Chemnitz
- Stadtbibliothek Chemnitz
- Universitätsbibliothek der Technischen Universität Chemnitz

## Dresden
- Hochschulbibliothek der Hochschule für Technik und Wirtschaft Dresden
- Bibliothek der Hochschule für Verkehrswesen „Friedrich List“
- Bibliothek des Stadtarchivs Dresden
- Naturhistorische Zentralbibliothek Dresden
- Sächsische Landesbibliothek – Staats- und Universitätsbibliothek Dresden
  - Deutsche Fotothek
- Städtische Bibliotheken Dresden

## Freiberg
- Universitätsbibliothek Freiberg

## Görlitz
- Oberlausitzische Bibliothek der Wissenschaften

## Großenhain
- Karl-Preusker-Bücherei

## Pirna
- Stadtbibliothek Pirna

## Zittau
- Christian-Weise-Bibliothek

## Zschopau
- Stadtbibliothek Zschopau

## Zwickau
- Ratsschulbibliothek Zwickau

## Ehemalige Bibliothek
- Bibliothek der Hochschule für Verkehrswesen „Friedrich List“
- Brühlsche Bibliothek